# Светско првенство у кросу 2024.
Светско првенство у атлетском кросу 2024. одржано је у Београду 30. марта 2024. године. Крос је одржан у Парку пријатељства, поред Дунава, који је био и место одржавања Европског првенства у кросу 2013.
Првобитно је планирано да се Светско првенство у кросу одржи у Медулину и Пули, у Хрватској, 10. и 11. фебруара 2024. Међутим, због пропуста у припреми, Светска атлетика је 27. септембра 2023. организацију такмичења доделила Београду. Београд је изабран због тога што се етаблирао као поуздан домаћин такмичења светске класе, попут Европског првенства 1962, Европског првенства у кросу 2013, Европског првенства у атлетици у дворани 2017 и Светског првенства у атлетици у дворани 2022.

## Распоред трка
| Датум    | Време | Трка             | Дужина   |
| -------- | ----- | ---------------- | -------- |
| 30. март | 11:00 | Јуниорке         | 6 км     |
| 30. март | 11:35 | Јуниори          | 8 км     |
| 30. март | 12:15 | Мешовита штафета | 4 x 2 км |
| 30. март | 12:45 | Сениорке         | 10 км    |
| 30. март | 13:30 | Сениори          | 10 км    |

## Освајачи медаља

### Јуниорке[5]
| Медаља | Атлетичарка   | Земља    | Резултат |
| ------ | ------------- | -------- | -------- |
|        | Марта Алемајо | Етиопија | 19:28    |
|        | Асајех Ајичев | Етиопија | 19:32    |
|        | Робе Дида     | Етиопија | 19:38    |

### Јуниорке екипно[6]
| Медаља | Атлетичарке                                                              | Земља    | Збир поена |
| ------ | ------------------------------------------------------------------------ | -------- | ---------- |
|        | Марта Алемајо (1) Асајех Ајичев (2) Робе Дида (3) Јенава Нбрет (6)       | Етиопија | 12         |
|        | Шела Џебет (4) Диана Черотич (5) Дебора Чемута (7) Мерси Чепкемои (12)   | Кенија   | 28         |
|        | Новел Черуто (10) Черити Чероп (11) Кезиа Чебет (13) Вики Чеквембои (14) | Уганда   | 48         |

### Јуниори[7]
| Медаља | Атлетичар             | Земља    | Резултат |
| ------ | --------------------- | -------- | -------- |
|        | Самјуел Кибати        | Кенија   | 22:40    |
|        | Мезгебу Симе          | Етиопија | 22:41    |
|        | Метју Кипкоеч Кипруто | Кенија   | 22:46    |

### Јуниори екипно[8]
| Медаља | Атлетичари                                                                       | Земља    | Збир поена |
| ------ | -------------------------------------------------------------------------------- | -------- | ---------- |
|        | Самјуел Кибати (1) Метју Кипкоеч Кипруто (3) Џохана Ерот (5) Чарлс Ротич (6)     | Кенија   | 15         |
|        | Мезгебу Симе (2) Јисмав Дилу (4) Севмехон Антенех (7) Џенберу Сисеј (8)          | Етиопија | 21         |
|        | Симба Самјуел Чероп (11) Долфин Челимо (12) Саилас Ротич (14) Хосеа Чемутаи (15) | Уганда   | 52         |

### Мешовита штафета[9]
| Медаља | Атлетичари/Атлетичарке                                                      | Земља            | Резултат |
| ------ | --------------------------------------------------------------------------- | ---------------- | -------- |
|        | Рејнолд Кипкорир Черијот Вирџинија Нјамбура Кјумбе Мунгути Пјурити Чепкируи | Кенија           | 22:15    |
|        | Тареса Толоса Дахди Дубе Адехена Касаје Бири Абера                          | Етиопија         | 22:43    |
|        | Томас Кин Александра Милард Адам Фог Бетан Морли                            | Велика Британија | 23:00    |

### Сениорке[10]
| Медаља | Атлетичарка               | Земља  | Резултат |
| ------ | ------------------------- | ------ | -------- |
|        | Беатрис Чебет             | Кенија | 31:05    |
|        | Лилиан Касаит Ренгерук    | Кенија | 31:08    |
|        | Маргарет Челимо Кипкембои | Кенија | 31:09    |

### Сениорке екипно[11]
| Медаља | Атлетичарке                                                                                          | Земља    | Збир поена |
| ------ | --- | -------- | ---------- |
|        | Беатрис Чебет (1) Лилиан Касаит Ренгерук (2) Маргарет Челимо Кипкембои (3) Емакулате Ањанго Ахол (4) | Кенија   | 10         |
|        | Бертукан Велде (8) Мебрат Гидеј (10) Таделех Бекеле (11) Сисеј Месерет Гола (12)                     | Етиопија | 41         |
|        | Сара Челангат (6) Лојс Чеквемои (9) Рејчел Зена Чебет (13) Анет Чеменгич Челангат (16)               | Уганда   | 44         |

### Сениори[12]
| Медаља | Атлетичар        | Земља    | Резултат |
| ------ | ---------------- | -------- | -------- |
|        | Џејкоб Киплимо   | Уганда   | 28:09    |
|        | Бериху Арегави   | Етиопија | 28:12    |
|        | Бенсон Киплангат | Кенија   | 28:14    |

### Сениори екипно[13]
| Медаља | Атлетичари                                                                                     | Земља    | Збир поена |
| ------ | ---------------------------------------------------------------------------------------------- | -------- | ---------- |
|        | Бенсон Киплангат (3) Николас Кипкорир (4) Семјуел Чеболеи Масаи (5) Себастијан Кимару Саве (7) | Кенија   | 19         |
|        | Џејкоб Киплимо (1) Џошуа Чептегеи (6) Дан Кибет (11) Хосеа Киплангат (13)                      | Уганда   | 31         |
|        | Бериху Арегави (2) Боки Дириба (10) Тадесе Ворку (12) Чимдеса Дебеле (16)                      | Етиопија | 40         |

## Табела медаља
|    | Земља            |   |   |   |    |
| -- | ---------------- | - | - | - | -- |
| 1. | Кенија           | 6 | 2 | 3 | 11 |
| 2. | Етиопија         | 2 | 6 | 2 | 10 |
| 3. | Уганда           | 1 | 1 | 3 | 5  |
| 4. | Велика Британија | 0 | 0 | 1 | 1  |
|    | Укупно 4 земље   | 9 | 9 | 9 | 27 |

- Напомена: Укупан број укључује појединачне и екипне медаље, при чему се медаље у екипној конкуренцији рачунају као једна медаља.

## Учешће
Пријављено је било 485 тркача из 51 земље.
- Авганистан (1)
- Аргентина (1)
- Атлетски избеглички тим (4)
- Аустралија (20)
- Бугарска (1)
- Бурунди (9)
- Канада (28)
- Централноафричка Република (1)
- Колумбија (5)
- Кукова Острва (1)
- ДР Конго (1)
- Еквадор (2)
- Еритреја (7)
- Естонија (3)
- Етиопија (33)
- Фиџи (7)
- Француска (20)
- Велика Британија (33)
- Гвам (1)
- Хондурас (1)
- Хонгконг (2)
- Индија (6)
- Република Ирска (8)
- Јапан (24)
- Казахстан (14)
- Кенија (30)
- Киргистан (1)
- Либан (14)
- Макао (2)
- Мексико (10)
- Црна Гора (2)
- Мароко (14)
- Холандија (1)
- Нови Зеланд (18)
- Северна Маријанска Острва (1)
- Норвешка (1)
- Палестина (1)
- Перу (13)
- Руанда (4)
- Србија (13)
- Сејшели (1)
- Сингапур (5)
- Јужна Африка (28)
- Шпанија (19)
- Шведска (2)
- Таџикистан (2)
- Танзанија (12)
- Уганда (27)
- Сједињене Државе (33)
- Уругвај (1)
- Зимбабве (2)

## Галерија
- Трка јуниорки
- Трка сениорки